# Tito Vilanova
Artikeln följer den spanska namnseden; faderns efternamn är Vilanova och moderns efternamn Bayó.
Francesc "Tito" Vilanova Bayó, född 17 september 1968 i Bellcaire d'Empordà i Girona i Katalonien, död 25 april 2014 i Barcelona, var en spansk fotbollsspelare och -tränare.

## Biografi
Som 15-åring anslöt Tito Vilanova till FC Barcelonas ungdomsakademi La Masia men han tog sig aldrig hela vägen till A-laget. Istället gjorde Vilanova sin La Liga-debut i Celta Vigo 1992. 
Åren i Barcelonas ungdomslag, där han blev god vän med lagkamraten Josep "Pep" Guardiola, kom att betyda mycket för Vilanovas karriär. De två utvecklade en stark vänskap – något som i framtiden skulle leda till att Guardiola valde Vilanova som assistent när den förre storspelaren tog över Barcelona B.
Vilanova följde sedan med Guardiola till A-laget. Den 27 april 2012 meddelade FC Barcelona att Guardiola slutade som tränare för klubben och Vilanova ersatte honom på huvudposten den 15 juni 2012. Efter att ha vunnit ligan den efterföljande säsongen tvingades Vilanova att avgå, då en cancer Vilanova varit drabbad av tidigare kommit tillbaka. Vid två tidigare tillfällen hade han haft cancer och den kom nu tillbaka en tredje gång. Den 19 juli 2013 meddelade Vilanova att han lämnade uppdraget som huvudtränare för FC Barcelona på grund av sin cancer. 2014 fick Tito återfall av cancern och dog på sjukhus.